# Ichneumon kingae
Ichneumon kingae is een vliesvleugelig insect (orde Hymenoptera) uit de familie van de gewone sluipwespen (Ichneumonidae). De wetenschappelijke naam van de soort werd in 2016 gepubliceerd door Rebecca Kittel.
Ichneumon kingae Kittel is een nomen novum voor Ichneumon melanophthalmus Gmelin, 1790. De naam was al in gebruik als Ichneumon melanophthalmus Schrank, 1776. In 2016 heeft Rebecca Kittel het voorstel gedaan voor de hernoeming naar Ichneumon kingae.
De soort is vernoemd naar Helen Dean King (1869–1955), een Amerikaans biologe.